# Minstrellus leucotopus
Minstrellus leucotopus is een vlindersoort uit de familie van de prachtvlinders (Riodinidae), onderfamilie Riodininae.
Minstrellus leucotopus werd in 1911 beschreven door Stichel.